# Самогубства в Україні

Частка смертей від самогубств, 2017

Самогубства в Україні є досить поширеною причиною передчасної смерті і серйозною соціальною проблемою. Станом на 2016 рік, Україна посідала 14-е місце в світі за кількістю самогубств (9952 випадки за рік). Самогубство — одна з основних причин загибелі солдатів української армії відповідно до даних, що були опубліковані 2012 року. Війна безумовно вплинула на психічний стан і підлітків, і дорослих.

## Статистика
| Рівень суїцидів (на 100,000 населення), в Україні, 1981—2018 | Рівень суїцидів (на 100,000 населення), в Україні, 1981—2018 | Рівень суїцидів (на 100,000 населення), в Україні, 1981—2018 | Рівень суїцидів (на 100,000 населення), в Україні, 1981—2018 | Рівень суїцидів (на 100,000 населення), в Україні, 1981—2018 | Рівень суїцидів (на 100,000 населення), в Україні, 1981—2018 | Рівень суїцидів (на 100,000 населення), в Україні, 1981—2018 | Рівень суїцидів (на 100,000 населення), в Україні, 1981—2018 |
| Стать                                                        | 1981                                                         | 1985                                                         | 1990                                                         | 2010                                                         | 2015                                                         | 2017                                                         | 2018                                                         |
| ------------------------------------------------------------ | ------------------------------------------------------------ | ------------------------------------------------------------ | ------------------------------------------------------------ | ------------------------------------------------------------ | ------------------------------------------------------------ | ------------------------------------------------------------ | ------------------------------------------------------------ |
| Чоловіки                                                     | 40.8                                                         | 37.7                                                         | 34.6                                                         | 50.2                                                         | 52.1                                                         | 40.9                                                         | 37.8                                                         |
| Жінки                                                        | 9.3                                                          | 9.1                                                          | 8.7                                                          | 9.6                                                          | 10.0                                                         | 7.0                                                          | 7.0                                                          |
| Усього                                                       | 23.7                                                         | 22.3                                                         | 20.7                                                         | 28.4                                                         | 29.6                                                         | 22.6                                                         | 21.2                                                         |
| Джерело: ВОЗ                                                 |                                                              |                                                              |                                                              |                                                              |                                                              |                                                              |                                                              |

| Статево-вікова статистика суїцидів. Україна, 2009 | Статево-вікова статистика суїцидів. Україна, 2009 | Статево-вікова статистика суїцидів. Україна, 2009 | Статево-вікова статистика суїцидів. Україна, 2009 | Статево-вікова статистика суїцидів. Україна, 2009 | Статево-вікова статистика суїцидів. Україна, 2009 | Статево-вікова статистика суїцидів. Україна, 2009 | Статево-вікова статистика суїцидів. Україна, 2009 | Статево-вікова статистика суїцидів. Україна, 2009 | Статево-вікова статистика суїцидів. Україна, 2009 |
| ------------------------------------------------- | ------------------------------------------------- | ------------------------------------------------- | ------------------------------------------------- | ------------------------------------------------- | ------------------------------------------------- | ------------------------------------------------- | ------------------------------------------------- | ------------------------------------------------- | ------------------------------------------------- |
| Вік (років)                                       | 5-14                                              | 15-24                                             | 25-34                                             | 35-44                                             | 45-54                                             | 55-64                                             | 65-74                                             | 75+                                               | Усього                                            |
| Чоловіки                                          | 34                                                | 906                                               | 1504                                              | 1423                                              | 1710                                              | 1020                                              | 862                                               | 532                                               | 7992                                              |
| Жінки                                             | 19                                                | 148                                               | 186                                               | 216                                               | 286                                               | 243                                               | 313                                               | 313                                               | 1724                                              |
| Усього                                            | 53                                                | 1054                                              | 1690                                              | 1639                                              | 1996                                              | 1263                                              | 1175                                              | 845                                               | 9716                                              |
| Джерело: ВОЗ                                      |                                                   |                                                   |                                                   |                                                   |                                                   |                                                   |                                                   |                                                   |                                                   |

## В українській армії
Суїциди — одна з основних причин смерті українських солдатів, на них припадає від 18 до 50 відсотків усіх летальних випадків. Причини цього полягають в труднощах адаптації до суворих армійських умов життя та надмірний стрес.
Дослідження парасуїцидів, проведене кількома організаціями під контролем ВООЗ, виявило наступне:
- Середній вік самогубців 19,9 років.
- 65 % спроб вимагали подальшої госпіталізації.
- Часто використовувані методи включали:
  - Повішення (54.5 %)
  - Завдання різаних ран (27.3 %)
  - Стрибки з висотних споруд (9.1 %)
  - Передозування барбітуратами або іншими седативними ліками (9.1 %).

## Превентивні заходи
Українська влада запустила кілька програм по боротьбі з суїцидами. Їхня ефективність є невизначеною. Розроблено рекомендації щодо висвітлення теми самогубств у ЗМІ, призначені завадити популяризації способів суїцидів і сприянню пов'язаним суспільним конфліктам.

### Які ознаки у поведінці людини мають насторожити
Поведінка людини може сигналізувати про потенційну наявність суїцидальних нахилів. Зокрема, йдеться про:
- появу тривожності, дратівливості, прояви конфліктної поведінки,
- відстороненість, уникнення контактів з друзями та родиною,
- часті перепади настрою,
- поява ризикової поведінки,
- зміни сну, брак енергії,
- відмова від їжі або переїдання,
- негативні репліки про себе,
- репліки про неможливість виходу зі складної ситуації,
- труднощі у подоланні щоденних проблем,
- втрата інтересу до власної зовнішності,
- спроби удавати веселість.

Крім того, іноді людина може не приховувати своїх намірів, ведучи розмови про смерть або самогубство; погрожувати заподіяти собі шкоду або вбити себе і навіть починати розробляти відповідний "план"; готувати або надсилати прощальні повідомлення; завершувати поточні справи, дарувати свої речі і навіть складати заповіт.